# Cerianthus vogti
Cerianthus vogti är en korallart som beskrevs av Daniel Cornelius Danielssen 1890. Cerianthus vogti ingår i släktet Cerianthus och familjen Cerianthidae. Inga underarter finns listade i Catalogue of Life.